# Tralkoxydim
Tralkoxydim ist eine chemische Verbindung aus den Gruppen der Cyclohexenone, Enole und Oxime.

## Gewinnung und Darstellung
Tralkoxydim kann durch eine mehrstufige Reaktion von 2,4,6-Trimethylbenzaldehyd mit Aceton, Diethylmalonat, Pyridin, Propionylchlorid und Ethoxyamin gewonnen werden.

## Eigenschaften
Tralkoxydim ist ein weißer bis gelblicher Feststoff, der praktisch unlöslich in Wasser ist.

## Verwendung
Tralkoxydim ist ein systemisches Herbizid und wurde 1998 erstmals zugelassen. Es wird gegen Unkraut bei Weizen angewandt und bei Gerste gegen Hafer und Unkräuter eingesetzt.